# مؤسسة بركة
مؤسسة بركة (بالفارسية: بنیاد برکت) التابعة للجنة تنفيذ أمر الإمام بغرض مساعدة المحرومين وفقًا لأحد كبار مسؤوليها. استثمرت المؤسسة أكثر من 1.6 مليار دولار لتنفيذ مشاريع، بالإضافة إلى بناء 200 مدرسة، 400 منزل وعيادة صحية خلال خمس سنوات. مؤسسة بركة، باعتبارها مؤسسة خيرية، تركز على مشاريع التنمية الاقتصادية في المناطق الريفية، و«لها حصص في صناعة الأدوية في البلاد.»

## التاريخ
تم تأسيس مؤسسة بركات في 11 ديسمبر 2007، بعد شهرين من انتخاب محمد مخبر كزعيم للجنة تنفيذ أمر الإمام، من أجل القيام بأنشطة في مجالات ريادة الأعمال والتنمية الاجتماعية والاقتصادية في المناطق المحرومة. المؤسسة كانت تدار من قبل عارف نوروزي. المدير الحالي هو سعيد جعفري.
بعد تصريح خامنئي، المرشد الأعلى لجمهورية إيران الإسلامية، «لحل مشاكل القرى وتطويرها وبناء المدارس والمساكن فيها» وأمره بإعداد هذه المنظمة لهذه المهمة، تم إنشاء مؤسسة بركة كإدارة تابعة للجنة تنفيذ أمر الإمام تهدف إلى تنفيذ مشاريع البناء في المناطق المتخلفة في البلاد باعتبارها «هدية القائد للأشخاص الذين يعيشون في هذه المناطق»، وفقًا لإرنا.

## أنشطة

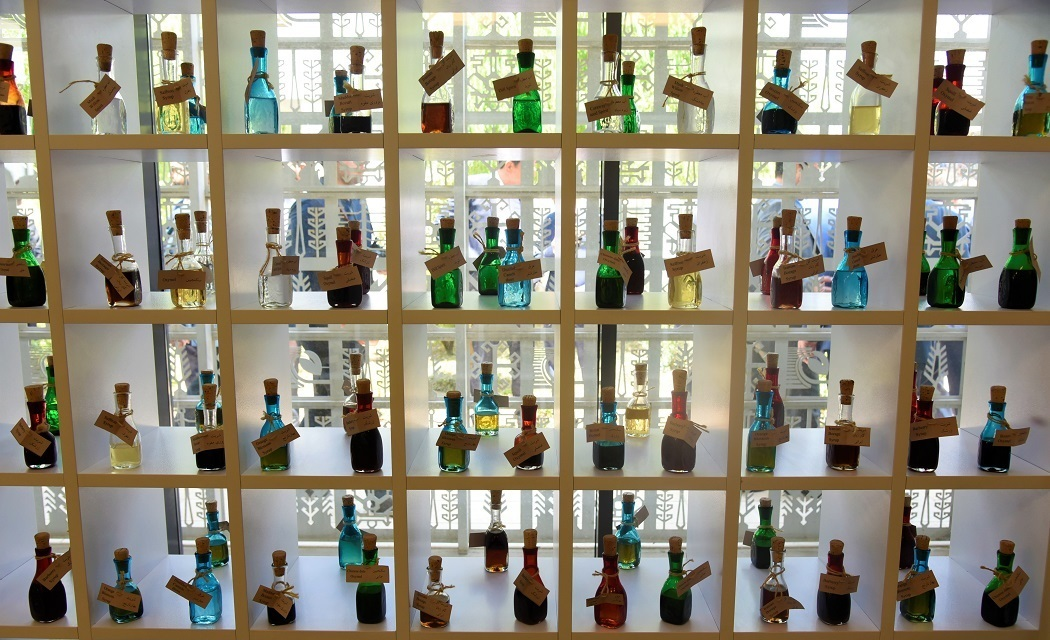
مدينة بركة الصناعية الدوائية

تهدف مؤسسة بركات إلى توفير فرص عمل مستدامة وتسهيل العملية في القرى. ومن بين أنشطة هذه المؤسسة توفير التسهيلات، تنفيذ المشاريع التشاركية وتطوير البنية التحتية للدولة. كما ذكر رئيس مجلس إدارة المؤسسة، ستوفر مؤسسة بركات 10,000 وظيفة في المناطق الريفية والمحرومة في إيران حتى مارس 2019.
ففي مقاطعة سيستان وبلوشستان، ستقوم مؤسسة بركات بإنشاء مصنعين لتعبئة وتغليف التمور لدعم المزارعين.
خلال خمس سنوات، قد دعمت مؤسسة بركة العديد من مشاريع التنمية الاقتصادية، مثل بناء المدارس والطرق والوحدات السكنية والمساجد، وكذلك توفير المياه والكهرباء.

### بناء المدرسة
وبحسب تقرير وكالة أنباء القرآن الدولية ، قامت مؤسسة بركة ببناء 2000 مدرسة (في 31 مقاطعة من البلاد) بالتعاون مع المقر التنفيذي لفرمان إمام ، وافتتحت المدرسة رقم 2000 في مارس 2023.

### خدمات صحية
أعدت المؤسسة الخدمات الصحية للسكان المحرومين ودعمت أكثر من 60000 مريض بالسرطان من خلال بناء عيادة السرطان المجهزة من النوع 3. نفذت المؤسسة 482 مشروعا اقتصاديا وريادة أعمال لصالح 198000 شخص يحتاجون إلى وظيفة في 31 مقاطعة في البلاد. ست شركات صيدلانية تابعة لـلجنة تنفيذ أمر الإمام، تحت إدارة مؤسسة بركة، تنفق دخلها على الحركة الخيرية.

### خلق فرص العمل
أدارت مؤسسة بركة 1100 مشروع لخلق فرص عمل لـ 3300 شخص غطتهم منظمة الرفاه مع نهج مجتمعي في قرى 350 مدينة. كما تم توقيع مذكرة تفاهم مع ألفي خطة توظيف جديدة لنحو ستة آلاف عميل من ذوي الإعاقة بين هذه المؤسسة ومؤسسة الرفاه.

### لقاح کوف ایران بركة

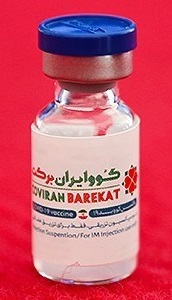
«لقاح کوف ایران بركة»

أنتجت مؤسسة بركة أول لقاح إيراني للكورونا، وقد وصل هذا اللقاح إلى مرحلة الحقن البشري. اسم هذا اللقاح هو «کوف ایران بركة». وقد مر هذا اللقاح بالمرحلتين الثانية والثالثة من دراساته السريرية ووصل الآن إلى مرحلته النهائية. بحسب وزير الصحة والعلاج والتعليم الطبي: تم ترخيص اللقاح أخيرًا للاستخدام في 13 يونيو 2021. افتتح لجنة تنفيذ أمر الإمام أول صندوق إيراني لقرض الحسن للتشغيل، والذي يعتبر أكبر صندوق لقرز الحسنة في البلاد، وقد أطلق على هذا الصندوق اسم «صندوق بركة».
وبحسب وكالة أنباء الجمهورية الإسلامية الإيرانية نقلا عن المتحدث باسم القيادة الوطنية لمكافحة كورونا ووزارة الصحة والتعليم الطبي (إيران): لقاح بركة الإيراني تم إنتاجه حصريا لسلالة أوميكرون. وأصدرت وزارة الصحة مدونة أخلاقيات الدراسة السريرية للجرعة الثالثة من لقاح أوميكرون بركة المحدد.

## مؤسسة إحسان بركات الخيرية

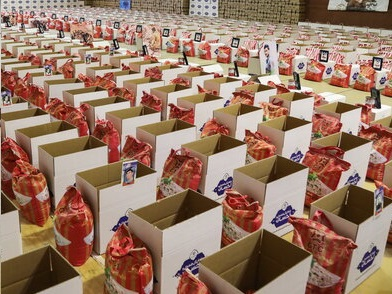
مؤسسة احسان - توزيع حزمة الدعم

تأسست مؤسسة إحسان-بركات الخيرية المرتبطة بلجنة تنفيذ أمر الإمام الخميني ومؤسسة بركة من أجل طلب المرشد الأعلى الحالي لإيران، علي خامنئي، لتقديم مساعدة أسرع للحالات الفردية (المحتاجون). بعد تعيين محمد مخبر، رئيسا للجنة تنفيذ أمر الإمام الخميني، اعتمدت الأنشطة التي تقوم بها الجمعية الخيرية على مساعدة الناس.
وفقًا لمحمد ودود مدني، مدير مؤسسة إحسان بركة في مايو 2018، تم إعداد 3 مقطورات مزودة بمعدات طبية ومقطورتين للخدمات طبية، بالإضافة إلى 10 خيام بسعة 140 سرير مستشفى، وإرسالها إلى المناطق المحرومة.